# アワ・ハウス (マッドネスの曲)
「アワ・ハウス」(Our House) は、イングランドのスカ・バンド、マッドネスが、イギリス発売盤アルバム『ザ・ライズ・アンド・フォール (The Rise & Fall)』からシングル・カットした曲で、アメリカ合衆国ではコンピレーション・アルバム『マッドネス (Madness)』に収録された。

## 概要
1982年11月にイギリスでリリースされたシングルは、全英シングルチャートで最高5位まで上昇した。「アワ・ハウス」は、マッドネスにとってアメリカ合衆国における最大のヒット曲となり、Billboard Hot 100 でも最高7位まで上昇した。また、アメリカ合衆国のダンス・チャートでも、最高21位まで上昇した。マッドネスは、20年以上の活動歴の中で、特に本国のイギリスにおいて、数多くのヒット曲を生み出しているが、「アワ・ハウス」のアメリカ合衆国における極めて大きな人気のために、後には「イット・マスト・ビー・ラヴ (It Must Be Love)」がトップ40ヒットになったにもかかわらず、一発屋とみなされることがしばしばある。「アワ・ハウス」は、1983年5月のアイヴァー・ノヴェロ賞で「ベスト・ソング」に選ばれた。
イギリスの風刺人形劇『スピッティング・イメージ』は、不動産市場の暴落についての内容に歌詞を書き換えて、マッドネスのスタイルを模したパロディ・ビデオを作った。マッドネスの楽曲をフィーチャーしたミュージカル『アワ・ハウス (Our House)』が、ロンドンのウェスト・エンド・シアターで2002年10月から2003年8月まで上演された。このショーはビデオ収録され、BBC Threeで放送された上で、DVDとしてリリースされた。日本では2006年、「LONDON Musical『OUR HOUSE』」として上演された（演出：G2）。マックスウェルハウスのコマーシャルでは、この曲の替え歌が用いられ、BBCのコメディ『マイ・ファミリー』では、本歌がモンタージュに用いられている。本歌の録音は、1998年のITVのリアリティ番組（いわゆるドキュソープ (docusoap)・シリーズ）『The Estate Agents』のテーマ曲となり、2004年のアメリカ合衆国のリアリティ・ゲーム番組『House of Dreams』でも使用された。この曲はまた、（マッドネスのリード・ボーカルである）サッグスが出演した2007年 - 2008年のバーズ・アイのテレビ広告に使用され、さらに、2008年のABCのリアリティ・ゲーム番組『Opportunity Knocks』の広告としても使用され、さらに、アメリカ合衆国のテレビ・ショー『ブラザーズ&シスターズ』シーズン3の第4回では、裏庭でものを売る (yard sale) 場面でこの曲が使われた。2010年には、「ジングルベル」と「アワ・ハウス」をマッシュアップした音源が、ニューヨークの音楽・音響ブランド会社 Expansion Team によって制作され、ベライゾンのクリスマスの時期のコマーシャルに使用された。1985年、「アワ・ソング」は、子ども向けのドラマ・シリーズ『Dodger, Bonzo and the Rest』のテーマ曲となった。この番組で用いられたバージョンでは、出演者たちが歌っている。2012年のロンドン・オリンピックの際には、閉会式にマッドネスが登場して「アワ・ハウス」を演奏し、その間には凝ったライト・ショーと何十人ものダンサーによる演技も展開された。この曲は、ラジオでは普段からしばしばかかることがある定番曲となっている。
B面に収められた「ウォーキング・ウィズ・ミスター・ウィーズ (Walking With Mr. Wheeze)」は、インストゥルメンタル曲で、ところどころにスクラッチをミックスさせたものである。曲名は、1970年にセッション・グループ Mr. Bloe がヒットさせたインストゥルメンタル曲「Groovin' With Mr. Bloe」にかけたものである。1984年、マッドネスはテレビ・シリーズ『The Young Ones』のエピソード「Sick」に登場して、「アワ・ハウス」を演奏した。

## ミュージック・ビデオ
ビデオでは、古いヴィクトリア朝のテラスハウスの中で、バンドの面々が歌詞に沿った演技をする。歌詞は大部分が、労働者階級の家庭の生活様式を描いたもので、バンドはそうした家族生活をなぞるような演技をビデオの中で見せている。バンドは、居間で楽器を演奏し、仕事や学校へ行く準備をしたり、スカッシュをしたり、風呂につかってリラックスしたりする。このビデオは、様々な建物の外部を撮影したショットも多用しており、バッキンガム宮殿の映像も使われている。撮影は、ウィルズデン・ジャンクション駅の近くで行なわれた。

## トラック・リスト
- 7" シングル

1. "Our House" – 3:23
2. "Walking with Mr. Wheeze" – 3:31

- フランス盤 7" シングル

1. "Our House (Stretch mix)" – 3:45
2. "Walking with Mr. Wheeze" – 3:31

（"Stretch mix" は、大部分が "Extended Mix" のインストゥルメンタルの部分を編集したもの。）
- 12" シングル

1. "Our House (Extended Mix)" – 6:00
2. "Our House (7" Version)" – 3:23
3. "Walking with Mr. Wheeze" – 3:31

- アメリカ合衆国盤 12" シングル

1. "Our House (Dance mix)" – 5:02
2. "Mad House (Our House dub mix)" – 4:35

## チャート
| 国                      | 最高位 |
| ----------------------- | ------ |
| オーストラリア          | 17     |
| カナダ                  | 30     |
| ノルウェー              | 4      |
| スウェーデン            | 1      |
| スイス                  | 4      |
| UK                      | 5      |
| USA                     | 7      |
| USA Hot Dance Club Play | 21     |